# Minneola (Kansas)
Minneola és una població dels Estats Units a l'estat de Kansas. Segons el cens del 2000 tenia 717 habitants.

## Demografia
Segons el cens del 2000, Minneola tenia 717 habitants, 283 habitatges, i 196 famílies. La densitat de població era de 615,2 habitants/km².
Dels 283 habitatges en un 31,1% hi vivien nens de menys de 18 anys, en un 60,8% hi vivien parelles casades, en un 6,7% dones solteres, i en un 30,7% no eren unitats familiars. En el 30% dels habitatges hi vivien persones soles el 18,4% de les quals corresponia a persones de 65 anys o més que vivien soles. El nombre mitjà de persones vivint en cada habitatge era de 2,44 i el nombre mitjà de persones que vivien en cada família era de 3,04.
Per edats la població es repartia de la següent manera: un 26,8% tenia menys de 18 anys, un 5% entre 18 i 24, un 23,4% entre 25 i 44, un 20,9% de 45 a 60 i un 23,8% 65 anys o més.
L'edat mediana era de 42 anys. Per cada 100 dones de 18 o més anys hi havia 79,2 homes.
La renda mediana per habitatge era de 32.019 $ i la renda mediana per família de 41.750 $. Els homes tenien una renda mediana de 28.250 $ mentre que les dones 22.500 $. La renda per capita de la població era de 16.498 $. Entorn del 14,4% de les famílies i l'11,7% de la població estaven per davall del llindar de pobresa.

## Poblacions més properes
El següent diagrama mostra les poblacions més properes.